# Platysenta discistrigia
Platysenta discistrigia là một loài bướm đêm trong họ Noctuidae.